# Берестова (притока Орелі)
Берестова́ — річка в Україні, в межах Чугуївського (витоки) та Берестинського районів Харківській області. Права притока Орелі (басейн Дніпра).

## Опис
Довжина 99 км. Площа басейну 1 810 км². Течія повільна (похил річки 0,62 м/км). Заплава місцями заболочена. Річище помірно звивисте, в нижній течії є стариці та острови. Споруджено кілька ставків і невелике водосховище.

## Розташування
Витоки розташовані на північний схід від села Охочого. Річка тече переважно на південний захід. Впадає до Орелі на південь від села Скалонівки.

## Притоки

### Ліві
- Балка Бузова — притока у Зміївській міській та Старовірівській сільській громадах
- Мокра Долина — притока у Олексіївській та Старовірівській сільських громадах

- Балка Липова — притока у Старовірівській громаді, впадає навпроти села Миколаївка

- Лог Розвильний (також у верхів'ї Балка Лозова[2], Балка Новомихайлівська[3]) — притока у Олексіївській та Старовірівській громадах. Бере початок на північному заході від села Єфремівка, тече на північний захід і впадає у Берестову на південно-східній околиці села Миколаївка.
  - Лог Сухий — права притока логу Розвильного[2]
  - Балка Шкарбунова — ліва притока логу Розвильного[2]

- Липовий яр — балка у Старовірівській громаді, впадає у Берестову у селі Парасковія

- Лозова

- Ключкин Яр — балка у Кегичівській селищній громаді, впадає у Берестову на околиці села Медведівка[3]

- Балка Поділки (у верхній течії Грузька) — притока у Кегичівській громаді. Бере початок на північному заході від села Олександрівське, тече переважно на північний захід і впадає у Берестову уселі Власівка[2]

- Михайлівська — притока у Кегичівській селищній громаді та Наталинській сільській громаді Берестинського району. Бере початок на південно-західній стороні від села Козачі Майдани. Тече на північний захід через село Соснівку (колишня назва Імглерівка). На північно-західній околиці села Калинівки впадає у річку Берестову.[2] Довжина — 12,3 км[4]

- Балка Довга — притока у Наталинській громаді. Бере початок на північно-західній стороні від села Лип'янка. Тече переважно на північний захід через село Петрівку і на південній околиці села Іванівське впадає у річку Берестову.[2] Довжина — 8,1 км[4]

- Лип'янка

- Балка Попівська — притока у Кегичівській та Наталинській громадах. Бере початок на півдні від села Дальнє, тече переважно на північний захід і впадає у Берестову у селі Попівка.[2][5]

- Добренька

- Вошива

### Праві
- Балка Таранівка — притока у Зміївській громаді, бере початок на західній околиці села Таранівка

- Балка Максютина — притока у Зміївській громаді, впадає на південному заході від села Таранівка

- Балка Богуніва

- Балка Пильна — притока у Старовірівській громаді

- Балка Табунна — притока у Старовірівській громаді, впадає на північно-західній околиці села Охоче

- Балка Лактина — притока у Старовірівській громаді, впадає на східній околиці села Миколаївка
  - Балка Котлина — права притока балки Лактиної

- Яр Горілий — притока у Старовірівській громаді, впадає у селі Миколаївка
  - Балка Довга — права притока яру Горілого
  - Балка Сосни — ліва притока яру Горілого

- Лог Мисловський — притока у Старовірівській громаді, впадає на південно-західній околиці села Миколаївка

- Балка Комисинка — притока у Старовірівській громаді, впадає на північно-східній околиці села Парасковія

- Берестовенька

- Балка Полтавська

Населені пункти вздовж берегової смуги: села Охоче, Миколаївка, Парасковія, Медведівка, Золотухівка, Кофанівка, Власівка, Шевченкове, Дячківка, Березівка, Калинівка, Соснівка, Петрівка, Маховик, Попівка, Ульянівка, Наталине, Мартинівка, Вознесенське, Гадяч, Кам'янка, Вільховий Ріг, Абразівка, Леб'яже, Миколаївка, Кочетівка, Нагірне, Скалонівка, місто Берестин та селище Зачепилівка.
Природоохоронні території вздовж берегової смуги: Берестовий гідрологічний заказник,  орнітологічний заказник «Чаплі», Мартинівський орнітологічний заказник.